# Arthur-Schnitzler-Preis
Der Arthur-Schnitzler-Preis ist ein von der Arthur-Schnitzler-Gesellschaft in unregelmäßigem Turnus verliehener Literaturpreis, der erstmals im Jahr 2002 in Wien im Gedenken an Arthur Schnitzler verliehen wurde. Die Auszeichnung ist mit 10.000 Euro dotiert (Stand 2023). Finanziert wird der Preis zu gleichen Teilen von der Stadt Wien und dem österreichischen Bundeskanzleramt.

## Preisträger
- 2002: Franzobel
- 2005: Gert Jonke
- 2012: Kathrin Röggla[3][4][5][6]
- 2019: René Pollesch[7]
- 2023: Ferdinand Schmalz[8]